# Ліга християнської оборони
Ліга християнської оборони (рум. Liga Apărării Naţional-Creştine) — національно-християнська політична організація з яскраво вираженою антисемітською орієнтацією. Вона була заснована 4 березня 1923 року під керівництвом професора з Ясс Олександру К. Кузи, хорошого знавця єврейської проблеми в міжвоєнній Румунії, але водночас запеклого антисеміта. Серед засновників був Корнеліу Зелеа-Кодреану, який відповідав за організацію партії в країні. Після 3 років створення Ліга увійшла до уряду Олександру Авереску (1926—1927) з 10 депутатами. Серед найпоширеніших видань Ліги були газети «Національна оборона» та «Румунський побратим».
14 липня 1935 року Ліга об'єдналася з Національною аграрною партією Октавіана Гоги, яка намагалася закріпитися на політичній арені. Об'єднання двох утворень утворило Християнську національну партію націоналістичного спрямування, президентом якої був Октавіан Гога.

Прапор Ліги християнської оборони

## Про репресії комуністами
Після збройного приєднання території Південної Бессарабії до СРСР у червні 1940 р. розпочалася активна «чистка» території від «антирадянського елементу». Зокрема, представники духовенства звинувачувалися у тому, що за румунського володарювання були активними членами контрреволюційних фашистських партій (наприклад: «кузістів» (Кузісти — члени СЛХО, що була створена Кузею), «Фронту національного відродження» та ін.), пропагували серед прихожан неприйняття комуністичних ідей в краї, закликали в проповідях до єврейських погромів і вигнання євреїв з Бессарабії, «розповсюджували брехню» щодо голоду та заборони релігії в СРСР. Перший груповий процес над священиками, членами Румунської націонал-християнської партії («кузістів»), розпочався у липні 1940 р.
Організаторами партії в Бессарабії ще в 1937—1938 рр. були Авакум Русу і професор духовної семінарії в Ізмаїлі Георгій Мунтяну (за деякими документами Мунтянов). Останній був заступником голови повітового комітету партії і служив священиком у сільській церкві с. Нерушай (нині Одеська область). За матеріалами слідства і за свідченням самих обвинувачених в організації Ізмаїльського повіту налічувалося 910 членів. Партія мала молодіжну організацію т. зв. «ланчієрів», які займалися передвиборчою пропагандою, переслідуванням людей, які не співчували їхнім поглядам. Це і стало причиною арешту членів «кузістської» партії — Г. П. Мунтяну (румунського підданого), І. С. Георгіу (молдаванина), С. В. Георгієва (болгарина) оперативно-чекістською групою. Слідство (безперервні допити, фізичний та моральний тиск на арештованих) продовжувалося біля трьох місяців. Але тільки 3 червня 1941 р. Особлива нарада при НКВС СРСР винесла вирок: Г. Мунтяну і І . Георгіу отримали по 8 років ВТТ, а С. Георгієва було засуджено до 5 років з наступним засланням до Красноярського краю.
За причетність до партії «кузістів» в 1930-ті рр., «експлуатацію селян-бідняків», «антирадянську агітацію та пропаганду в церкві» та організацію виступу селян проти сільради села Хаджи-Курда (нині — с. Камишове) після захоплення Бессарабії, було заарештовано священика А. В. Кострицького.
Основним доказом слідчого щодо «антирадянської діяльності» отця Афанасія (Кострицького) були заяви останнього в церкві під час проповіді: «Радянська влада не визнає релігії, радянська влада — влада безбожників!».

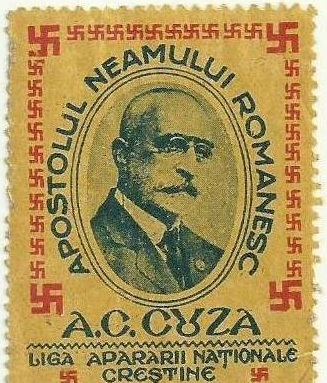
Alexandru C. Cuza

А. Кострицький був заарештований за постановою слідчого УНКВС в Ізмаїльській області 28 квітня 1941 р., однак, через наближення фронту був направлений у Свердловську область і утримувався в тюрмі № 2 с. Нижня-Тура. Слідство пропонувало застосувати до «попа-кузіста» покарання за ст.ст. 54-10 ч. ІІ та 54-13 КК УРСР — вищу міру покарання. Проте Особливою нарадою при НКВС СРСР від 12 березня 1942 р. А. В. Костриць- кого за участь у «контрреволюційній партії» засудили до ВТТ на 10 років.